# Herrmann-Polka
Die Herrmann-Polka ist eine Polka von Johann Strauss (Sohn) (op. 91). Das Werk wurde am 14. Juni 1851 im Tanzlokal Zum Sperl erstmals aufgeführt.